# Hummerklosläktet
Hummerklosläktet (Heliconia) är det enda släktet i familjen hummerkloväxter (Heliconiaceae) med 100–200 arter. De kommer ursprungligen från tropiska Amerika och västerut till Stilla havets öar och Celebes. Några arter är populära trädgårdsväxter i varma klimat och ibland dyker de upp som snittblommor i Sverige.

## Externa länkar

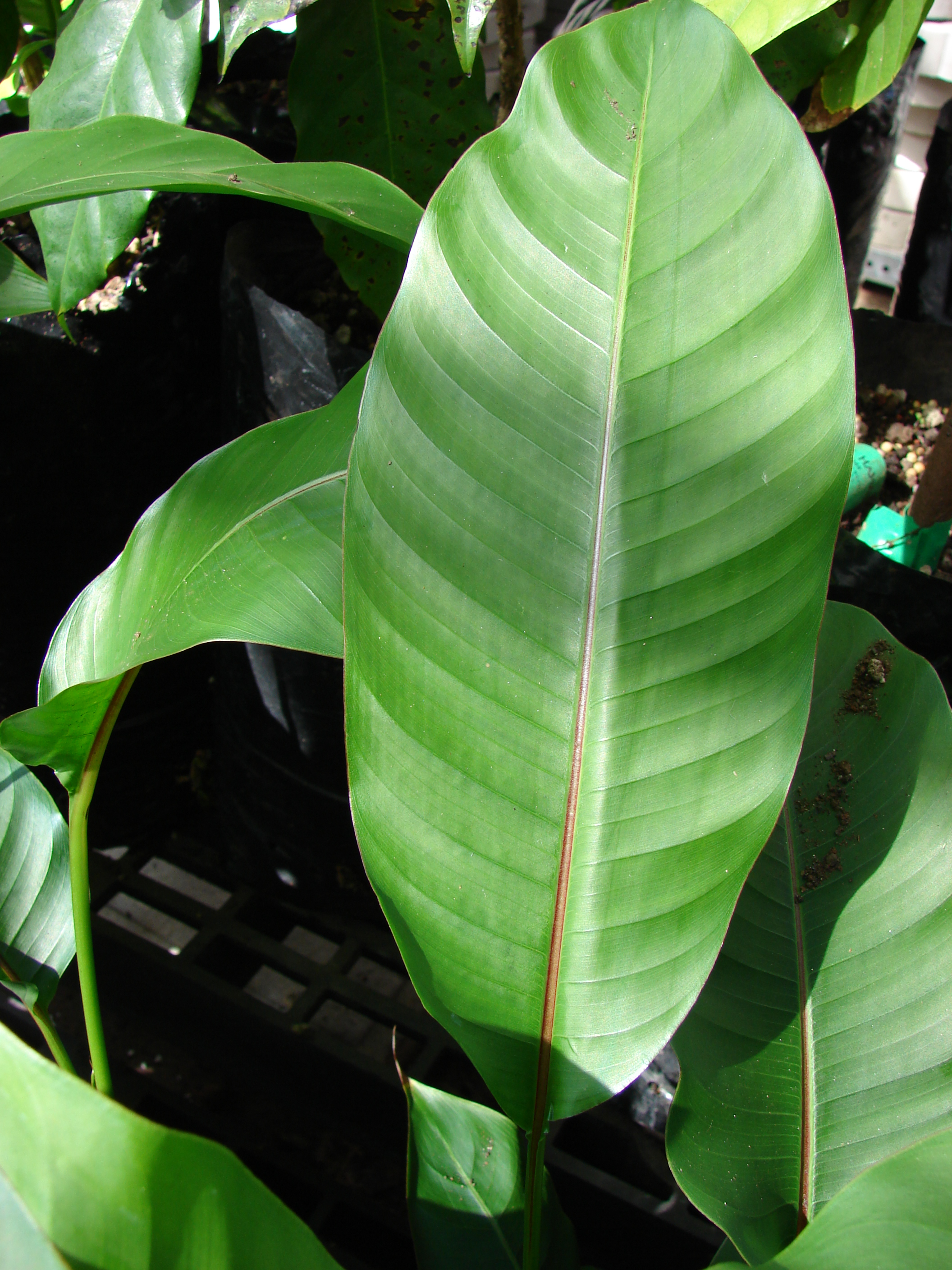
Heliconia stricta (Dwarf jamaicanska blad). Plats: Maui, Kula Ace Hardware och Nursery.